# Lophocrama mediopurpurea
Lophocrama mediopurpurea är en fjärilsart som beskrevs av Embrik Strand 1917. Lophocrama mediopurpurea ingår i släktet Lophocrama och familjen trågspinnare. Inga underarter finns listade i Catalogue of Life.